# Ауэр фон Вельсбах, Карл
Карл Ауэр фон Вельсбах (нем. Carl Auer von Welsbach; 1 сентября 1858, Вена — 4 августа 1929, Мёльблинг) — австрийский химик, исследователь редкоземельных элементов.

## Биография
Учился в Венском и Гейдельбергском университетах (1878—1882). В 1882—1887 годах работал в Венском университете вместе с Адольфом Либеном, в 1887—1900 годах — на химическом заводе близ Вены, производившем в числе прочего соли редкоземельных элементов. С 1900 года — управляющий металлургического завода в Трайбахе (Австрия), где основал большую химическую лабораторию, на основе которой позднее возникли Трайбахские химические заводы (Treibacher Industrie AG).
Основные научные работы Ауэра фон Вельсбаха посвящены изучению редких земель. В 1885 году он показал, что элемент дидим, открытый К. Г. Мосандером, является смесью двух других элементов, которые он назвал празеодимом и неодимом.
Ауэр фон Вельсбах обнаружил также яркое свечение оксидов церия и других РЗЭ при высоких температурах. В 1885 году он изобрёл и запатентовал газокалильную сетку, многократно усиливающую светимость газового пламени, использовавшегося тогда для освещения — так называемый «ауэровский колпачок».
Важным изобретением Ауэра фон Вельсбаха стало изготовление мишметалла и цериево-железного сплава, который мог применяться для изготовления искусственных кремней для зажигалок (1898).
В 1900 году Ауэр фон Вельсбах предложил использовать в электрических лампах накаливания осмиевую нить вместо угольной. Из-за дороговизны осмия это усовершенствование не получило распространения, однако предопределило переход на вольфрамовые нити, которые используются до настоящего времени.
Умер 4 августа 1929 года в городе Мёльблинге. Похоронен на Хитцингском кладбище в Вене.

## Награды
- Медаль Эллиота Крессона (1900)
- Медаль Вильгельма Экснера (1921)

## Память
- Изображён на австрийских почтовых марках 1936[2], 1954[3] и 2012[4] годов.
- Изображён на австрийской банкноте 20 шиллингов 1956 года.
- Изображён на австрийской памятной монете 25 шиллингов 1958 года.
- Изображён на австрийской памятной монете 25 евро 2008 года.